# Grantham Sharks
Grantham Sharks – brytyjski klub szachowy z siedzibą w Grantham.

## Historia
Klub powstał w 2013 roku poprzez połączenie klubów Pandora’s Box Grantham i Sambuca Sharks. W sezonie 2013/2014 klub zadebiutował w 4NCL, zajmując szóste miejsce. W 2014 roku klub wystąpił w Pucharze Europy, zajmując 36. miejsce. W sezonie 2014/2015 klub był ósmy w 4NCL. Sezon 2021/2022 klub zakończył na czwartym miejscu w lidze.